# ミズバショウ属
ミズバショウ属（みずばしょうぞく、学名:Lysichiton） は、単子葉類サトイモ科の属の1つ。湿地に分布し、早春に葉の展開に先立ち花を咲かせる。葉は大きく展開する。ミズバショウ（水芭蕉）は、その葉の様子が芭蕉を連想させることから水辺に咲く芭蕉の意。

## 特徴
大型の葉を展開する多年草。花はいわゆる肉穂花序で、大柄な仏炎苞を持つ。肉穂花序には先端に付属体がない。また、小花は両性花で、4枚の花被片に包まれる。多くの点でザゼンソウ属に似るが、子房が2室であること（ザゼンソウ属は1室）、仏炎苞の基部が筒状に長いことなどの違いがある。

## 分布等
以下の2種がユーラシア北東部と北アメリカ北部に分布し、周北極要素（ユーラシア－北アメリカ要素）と考えられる。
ミズバショウ (Lysichiton camtschatcense)
ロシアの沿海州からシベリア東部、日本の北部に分布する。白い仏炎苞を持つ。
アメリカミズバショウ (Lysichiton americanum)
北アメリカ太平洋岸に分布する。黄色い仏炎苞を持つ。キイロミズバショウやオウゴンミズバショウなど仏炎苞の色に着目した和名を当てることもある。花序は悪臭を放ち、その悪臭による嗅覚刺激と仏炎苞による視覚刺激によって訪花昆虫（ハエ類）を誘引する。多年草で、根の長さから年齢を推測した研究には、大きな株で40歳以上と推定した報告がある。多数生える根は収縮性を持ち（収縮根）、それによって個体を地下へと沈める作用がある。北米の先住民は古くから薬草として様々に利用してきた。英語では、その悪臭のため「スカンクキャベツ」 (skunk cabbage) と呼ばれる。